# Alsóboldád
Alsóboldád (románul Bolda) falu Romániában. Szatmár megye egyik települése.

## Fekvése
Szatmárnémetitől délkeletre fekszik, a Kraszna mellékfolyója mellett, a Szatmári-síkság és a Bükk-hegység találkozásánál, Erdődtől délre. Közúton, vagy Szatmárnémetiből Erdődig és Nagykárolyból Ákos megállóig vonattal, onnan közúton érhető el.

## Története
Első említése 1592-ből származik, ekkor az erdődi uradalomhoz számítják, s az uradalommal együtt a szatmári vár tartozéka. 1642-ben ugyancsak a szatmári várhoz tartozik, de az erdőszádai uradalom községei között sorolják fel.
A XVIII. században a környéken folyó harcok miatt elnéptelenedett. 1711 után a Károlyiak lettek birtokosai, akik a néptelenné vált települést román lakosokkal népesítették újra. A falu új lakosai a régi falu alatti völgybe építették újjá a települést, a régi falu kis fatemplom azonban a domboldal gerincén maradt.
1880-ban 241 lakosa volt, ebből 221 román, 9 magyar, 11 egyéb nemzetiségű. 1890-ben 309 lakosából 288 román, 16 magyar, 5 egyéb nemzetiségű. 1900-ban 315 lakosából 299 román, 16 magyar nemzetiségű. 1910-ben 385 román lakosa volt. 1930-ban 440 lakosából 438 román, 2 magyar, 11 egyéb nemzetiségű. 1992-ben 156 lakosa volt, valamennyi román nemzetiségű.
1919-ig Magyarországhoz tartozott, Szatmár vármegye részeként.

## Nevezetességei
- Ortodox fatemploma, mely a település fölötti domboldal gerincén helyezkedik el. Itt volt a régi település helye is, amely később a völgybe költözött.